# Kanurennsport-Weltmeisterschaften 1993
Die 25. Kanurennsport-Weltmeisterschaften fanden 1993 in Kopenhagen (Dänemark) statt.
Es wurden Medaillen in 22 Disziplinen des Kanurennsports vergeben: acht Canadier und neun Kajak-Wettbewerbe der Männer sowie fünf Kajak-Wettbewerbe der Frauen.

## Ergebnisse

### Männer

#### Canadier
| Event        | Gold                                                             | Zeit | Silber                                                                        | Zeit | Bronze                                                                                  | Zeit |
| ------------ | ---------------------------------------------------------------- | ---- | ----------------------------------------------------------------------------- | ---- | --------------------------------------------------------------------------------------- | ---- |
| C-1 500 m    | Bulgarien Nikolaj Buchalow                                       |      | Ungarn György Kolonics                                                        |      | Kanada Steve Giles                                                                      |      |
| C-1 1000 m   | Lettland Ivans Klementjevs                                       |      | Rumänien Victor Partnoi                                                       |      | Deutschland Matthias Röder                                                              |      |
| C-1 10.000 m | Ungarn Zsolt Bohács                                              |      | Tschechien Pavel Bednář                                                       |      | Deutschland Andreas Dittmer                                                             |      |
| C-2 500 m    | Ungarn György Kolonics Csaba Horváth                             |      | Dänemark Arne Nielsson Christian Frederiksen                                  |      | Deutschland Andreas Dittmer Gunar Kirchbach                                             |      |
| C-2 1000 m   | Dänemark Arne Nielsson Christian Frederiksen                     |      | Frankreich Olivier Boivin Sylvain Hoyer                                       |      | Deutschland Ulrich Papke Ingo Spelly                                                    |      |
| C-2 10.000 m | Dänemark Arne Nielsson Christian Frederiksen                     |      | Vereinigtes Königreich Andrew Train Steve Train                               |      | Ukraine Wiktor Dobrotworskyj Andrij Balabanow                                           |      |
| C-4 500 m    | Ungarn Gáspár Boldizsár Ferenc Novák Ervin Hoffmann Attila Szabó |      | Russland Andrei Kabanow Sergei Tschemenow Pawel Konawalow Alexander Kostoglod |      | Tschechien Petr Procházka Tomáš Křivánek Roman Dittrich Waldemar Fibigr                 |      |
| C-4 1000 m   | Ungarn Imre Pulai Tibor Takács Zsolt Bohács György Kolonics      |      | Russland Andrei Kabanow Sergei Tschemenow Pawel Konawalow Alexander Kostoglod |      | Ukraine Sergej Osadtschij Oleksandr Klinitschenko Wiktor Dobrotworskyj Andrij Balabanow |      |

#### Kajak
| Event        | Gold                                                                        | Zeit | Silber                                                                 | Zeit | Bronze                                                                      | Zeit |
| ------------ | --------------------------------------------------------------------------- | ---- | ---------------------------------------------------------------------- | ---- | --------------------------------------------------------------------------- | ---- |
| K-1 500 m    | Finnland Mikko Kolehmainen                                                  |      | Kanada Ren Crichlow                                                    |      | Australien Daniel Collins                                                   |      |
| K-1 1000 m   | Norwegen Knut Holmann                                                       |      | Dänemark Thor Nielsen                                                  |      | Rumänien Marin Popescu                                                      |      |
| K-1 10.000 m | Dänemark Thor Nielsen                                                       |      | Norwegen Knut Holmann                                                  |      | Slowakei Attila Szabó                                                       |      |
| K-2 500 m    | Deutschland Kay Bluhm Torsten Gutsche                                       |      | Polen Maciej Freimut Wojciech Kurpiewski                               |      | Spanien Juan Manuel Sánchez Juan José Román                                 |      |
| K-2 1000 m   | Deutschland Kay Bluhm Torsten Gutsche                                       |      | Italien Antonio Rossi Daniele Scarpa                                   |      | Schweden Gunnar Olsson Karl Sundqvist                                       |      |
| K-2 10.000 m | Ungarn Zsombor Borhi Attila Ábrahám                                         |      | Schweden Gunnar Olsson Karl Sundqvist                                  |      | Norwegen Torgeir Toppe Peter Ribe                                           |      |
| K-4 500 m    | Russland Wiktor Denissow Anatoli Tischtschenko Alexander Iwanik Oleg Gorobi |      | Deutschland Mario von Appen Thomas Reineck Oliver Kegel André Wohllebe |      | Ungarn Vince Fehérvári Gábor Horváth Attila Ábrahám Zsolt Gyulay            |      |
| K-4 1000 m   | Deutschland Mario von Appen Thomas Reineck Oliver Kegel André Wohllebe      |      | Ungarn Zsombor Borhi Gábor Horváth Attila Ábrahám Zsolt Gyulay         |      | Russland Wiktor Denissow Anatoli Tischtschenko Alexander Iwanik Oleg Gorobi |      |
| K-4 10.000 m | Deutschland Mario von Appen Thomas Reineck Oliver Kegel André Wohllebe      |      | Polen Andrzej Gryczko Piotr Markiewicz Maciej Freimut Grzegorz Kołtan  |      | Russland Sergei Werlin Wladimir Bobreschow Georgi Zybulnikow Sergei Galkow  |      |

### Frauen

#### Kajak
| Event      | Gold                                                                  | Zeit | Silber                                                                 | Zeit | Bronze                                                    | Zeit |
| ---------- | --------------------------------------------------------------------- | ---- | ---------------------------------------------------------------------- | ---- | --------------------------------------------------------- | ---- |
| K-1 500 m  | Deutschland Birgit Fischer                                            |      | Schweden Anna Olsson                                                   |      | Kanada Caroline Brunet                                    |      |
| K-1 5000 m | Schweden Susanne Gunnarsson                                           |      | Ungarn Rita Kőbán                                                      |      | Deutschland Birgit Fischer                                |      |
| K-2 500 m  | Schweden Anna Olsson Agneta Andersson                                 |      | Ungarn Kinga Czigány Szilvia Mednyánszky                               |      | Deutschland Ramona Portwich Anett Schuck                  |      |
| K-2 5000 m | Deutschland Ramona Portwich Anett Schuck                              |      | Ungarn Éva Dónusz Erika Mészáros                                       |      | Rumänien Carmen Simion Sanda Toma                         |      |
| K-4 500 m  | Deutschland Ramona Portwich Anett Schuck Daniela Gleue Birgit Fischer |      | Schweden Agneta Andersson Maria Haglund Susanne Rosenqvist Anna Olsson |      | Ungarn Kinga Czigány Éva Dónusz Rita Kőbán Erika Mészáros |      |

## Medaillenspiegel
| Rang   | Nation                 | Gold | Silber | Bronze | Gesamt |
| ------ | ---------------------- | ---- | ------ | ------ | ------ |
| 1      | Deutschland            | 7    | 1      | 6      | 14     |
| 2      | Ungarn                 | 5    | 5      | 3      | 13     |
| 3      | Dänemark               | 3    | 2      | –      | 5      |
| 4      | Schweden               | 2    | 3      | 1      | 6      |
| 5      | Russland               | 1    | 2      | 2      | 5      |
| 6      | Norwegen               | 1    | 1      | 1      | 3      |
| 7      | Finnland               | 1    | –      | –      | 1      |
| 7      | Bulgarien              | 1    | –      | –      | 1      |
| 7      | Lettland               | 1    | –      | –      | 1      |
| 10     | Polen                  | –    | 2      | –      | 2      |
| 11     | Rumänien               | –    | 1      | 2      | 3      |
| 11     | Kanada                 | –    | 1      | 2      | 3      |
| 13     | Tschechien             | –    | 1      | 1      | 2      |
| 14     | Frankreich             | –    | 1      | –      | 1      |
| 14     | Vereinigtes Königreich | –    | 1      | –      | 1      |
| 14     | Italien                | –    | 1      | –      | 1      |
| 17     | Ukraine                | –    | –      | 2      | 2      |
| 18     | Australien             | –    | –      | 1      | 1      |
| 18     | Spanien                | –    | –      | 1      | 1      |
| Gesamt | Gesamt                 | 22   | 22     | 22     | 66     |